# Caroline Sifvert
Caroline Sifvert, svensk låtskrivare, kompositör, textförfattare och musikproducent.
Studerat vid Musicacademy of Örnsköldsvik, musik och medieproduktion.
Sedan 1997 har hon varit verksam låtskrivare och musikproducent för musikförlaget Misty Music och har skrivit till bl.a. artister vid Fame Factory, popgruppen E.M.M.A och diverse pedagogisk barnmusik. Skriver och komponerar de flesta genre och musikstilar.
Nu aktuell[när?] med ett eget rockprojekt och skall äntligen uppträda med sitt nystartade rockband "Caroline" med handplockade musiker från Sverige. 